# A Bit o’ This&That
A Bit o’ This&That – album Emilie Autumn wydany w kwietniu 2007 przez Trisol Music Group GmbH.
Płyta zawiera remiksy, covery i utwory artystki z wcześniejszych lat jej działalności. Większość piosenek jej autorstwa została napisana przez Emilie, gdy była nastolatką.

## Lista utworów
1. "Chambermaid (Space Mix)"
2. "What If (Celtic Mix)"
3. "Hollow Like My Soul" (M. Boyd)
4. "By the Sword" (Emilie Autumn)
5. "I Don't Care Much" (J. Kander/F. Ebb, musical “Cabaret”)
6. "I Know It's Over" – (The Smiths)
7. "Find Me a Man" (Emilie Autumn)
8. "O Mistress Mine" (słowa Williama Szekspira)
9. "The Star Spangled Banner" (Francis Scott Key)
10. "All My Loving" (The Beatles)
11. "Sonata in D Minor for Violin and Continuo" – Instrumental – Live Recording (Francesco Maria Veracini)
12. "Ancient Grounds" – Instrumental – Live Recording (Emilie Autumn)
13. "Always Look on the Bright Side of Life" – Instrumental (Eric Idle, "Żywot Briana")
14. "With Every Passing Day" (A. Faris, program stacji BBC "Upstairs Downstairs")
15. "Miss Lucy Had Some Leeches" – Live Recording (Emilie Autumn)  Zawiera także utwory: "Photographic Memory" (Emilie Autumn) oraz "Crazy He Calls Me" (B. Russell/C. Sigman) (ukryte utwory)